# Некрасово (Красногвардейский район)
Некра́сово (до 1948 года нас. пункт 3-го отд. совхоза Большевик; укр. Некрасове, крымскотат. Nekrasovo, Некрасово) — село в Красногвардейском районе Республики Крым, входит в состав Ровновского сельского поселения (согласно административно-территориальному делению Украины — Ровновского сельского совета Автономной Республики Крым).

## Население
| 2001 | 2014  |
| ---- | ----- |
| 1010 | ↗1026 |

Всеукраинская перепись 2001 года показала следующее распределение по носителям языка
| Язык             | Процент |
| ---------------- | ------- |
| русский          | 50.69   |
| крымскотатарский | 31.98   |
| украинский       | 13.56   |
| другие           | 0.5     |

## Современное состояние

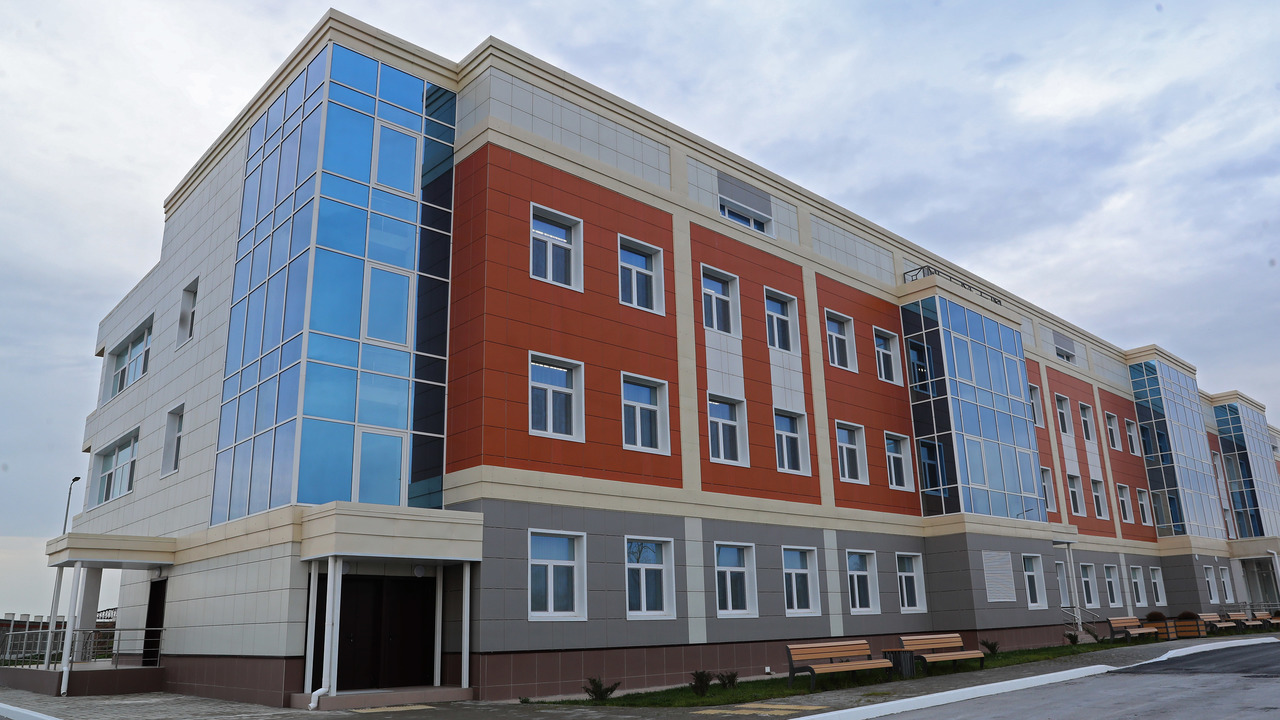
Красногвардейский психоневрологический интернат в селе Некрасово

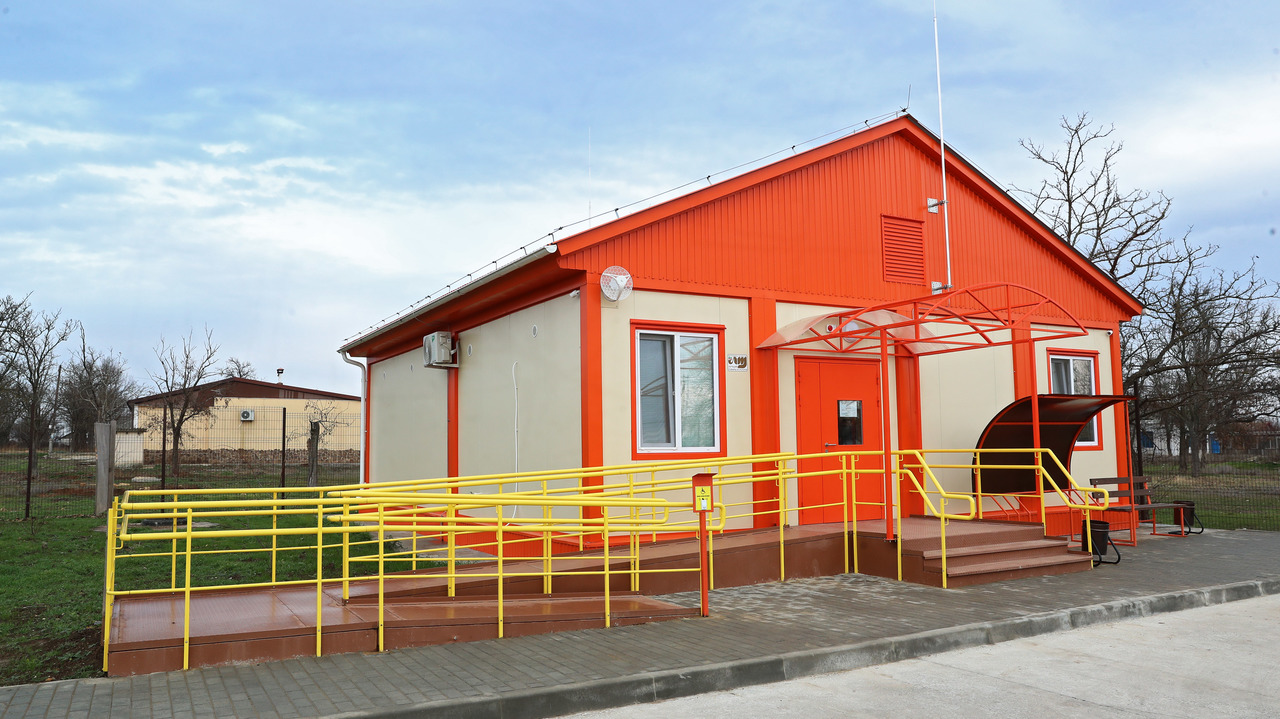
Фельдшерско-акушерский пункт

На 2017 год в Некрасово числится 10 улиц; на 2009 год, по данным сельсовета, село занимало площадь 163,1 гектара на которой, в 342 дворах, проживало более 1,2 тысячи человек. В селе действуют общеобразовательная школа, библиотека, психоневрологический интернат, мусульманская община «Аджи Султан», 2 магазина. Село связано автобусным сообщением с райцентром и соседними населёнными пунктами.

## География
Некрасово — село в центре района в степном Крыму, высота центра села над уровнем моря — 49 м. Соседние сёла: Марьяновка в 1 км на север и Удачное в 2,5 км на юг. Расстояние до райцентра — около 9 километров (по шоссе), там же ближайшая железнодорожная станция Урожайная. Транспортное сообщение осуществляется по региональной автодороге 35Н-248 от шоссе 35А-002 «Граница Херсонской обл. — Симферополь — Алушта — Ялта» до автодороги 35Н-258 Красногвардейское — Новоекатериновка, протяжённость 4,2 км (по украинской классификации — С-0-10637).

## История
Село возникло в середине 1930-х годов, как посёлок при одном из отделений созданного в 1932 году совхоза «Большевик» на территории Биюк-Онларского района. Постановлением Президиума КрымЦИКа «Об образовании новой административной территориальной сети Крымской АССР» от 26 января 1935 года был создан немецкий национальный Тельманский район (с 14 декабря 1944 года — Красногвардейский) и селение включили в его состав.
После освобождения Крыма от фашистов, 12 августа 1944 года было принято постановление № ГОКО-6372с «О переселении колхозников в районы Крыма» по которому в район из областей Украины и России переселялись семьи колхозников, а в начале 1950-х годов последовала вторая волна переселенцев из различных областей Украины. С 25 июня 1946 года селение в составе Крымской области РСФСР. Указом Президиума Верховного Совета РСФСР от 18 мая 1948 года, безымянному населенному пункту 3-го отделения совхоза присвоили название Некрасово. 26 апреля 1954 года Крымская область была передана из состава РСФСР в состав УССР. Время включения в Ровновский сельсовет пока не установлено: на 15 июня 1960 года село уже числилось в его составе. По данным переписи 1989 года в селе проживало 890 человек. С 12 февраля 1991 года село в восстановленной Крымской АССР, 26 февраля 1992 года переименованной в Автономную Республику Крым. С 21 марта 2014 года — в составе Республики Крым России.